# Umweltinformationssystem
Bis heute wird der Begriff Umweltinformationssystem (UIS) höchst unterschiedlich definiert. Seit Mitte der 1970er Jahre wurden zunächst Einrichtungen der Landes- und Bundesbehörden zum computergestützten Umweltmonitoring als UIS bezeichnet. Heute werden damit meist Datenbanken bzw. Computerprogramme bezeichnet, die zum Verwalten, Erfassen und Verarbeiten von Umweltdaten dienen. Umweltinformation wird für die Bürger abrufbar gemacht. Dabei nutzt man auch in großem Umfang Geoinformationssysteme (GIS).

## Datengrundlage
Seine großmaßstäbigen (detailreichen) Basisdaten kommen aus Landinformationssystemen und anderen raumbezogenen Primärdaten (z. B. Kataster und Umweltschutz, Messungen und Analysen von Boden, Wasser und Luft, Umweltsatelliten, der Geologie usw.). Sie bestehen wie in anderen Systemen aus Geometrie- und Sachdaten (Attribute).
Die kleinmaßstäbigen Daten sind meist aggregiert, klassifiziert oder stammen aus Statistiken, stellen also zusammengefasste Sekundärdaten dar:
- Zustand des Bodens (z. B. aus der Bodenkunde),
- Art und Zustand von Gewässern und Grundwasser,
- Luftgüte, Emissionen, Immissionen,
- Sekundärdaten über Fabriken, Umweltschutz usw.

Während die Basisdaten meist statisch sind, können sich die kleinmaßstäbigen Daten ständig verändern. Das gilt insbesondere für Messdaten der Luft, z. B. bei Smog. In Deutschland wurde zum ersten Mal am 26. Juli 1994 für das Bundesland Hessen ein Ozonalarm ausgelöst, da die Konzentration von 180 Mikrogramm pro Kubikmeter überschritten worden war, es galt drei Tage lang Tempo 90 auf Autobahnen und Tempo 80 auf Landstraßen.

## Einteilung
Neben den staatlichen Umweltinformationssystemen, die der behördlichen Überwachung und Information für die Bürger dienen, wird zwischen Betrieblichen Umweltinformationssystemen (BUIS), Umweltbezogenen Instrumenten des Strategischen Managements (USM) und Umweltbezogenen Entscheidungsunterstützungssystemen (UEUS) unterschieden.
| BUIS                                                                                               | USM                                                                            | UEUS                                                                       |
| -------------------------------------------------------------------------------------------------- | ------------------------------------------------------------------------------ | -------------------------------------------------------------------------- |
| - Abwehr unmittelbarer ökologischer Gefahren - Kontrolle und Erfüllung gesetzlicher Vorgaben       | - Erkennen ökologieinduzierter Marktchancen und Marktrisiken                   | - Früherkennung ökologischer Strukturkrisen                                |
| - Ökobilanzen - Gefahrstoffblätter - Ökologische Buchhaltung - Automatische Mess- und Regelsysteme | - Ökologie-Portfolio - Produktlinienanalyse - Wertschöpfungsring - Checklisten | - Wirkungsanalysen - Szenariotechniken - Computersimulation - Micro Worlds |

## Aufgaben und Ziele
- Überwachung des Umweltzustandes
- Wirksamkeitskontrolle von Umweltschutzmaßnahmen
- Informationen über die Situation der Umweltmedien (Luft, Wasser, Boden), über Umweltschutztechnologien, Fachliteratur und Karten der Öffentlichkeit bereitstellen
- Risikofaktoren für die Störfallvorsorge und das Management von Unfällen feststellen
- Umweltdatenaufbereitung für die Planung von Infrastrukturmaßnahmen
- Hilfefunktion für die Umsetzung der Umweltpolitik
- „Auslöser“ für den Aufbau eines betrieblichen Umweltinformationssystems (BUIS)

## Beispiele von UIS
- Europäisches Umweltinformations- und Umweltbeobachtungsnetz (EU)
- IMIS: Integriertes Mess- und Informationssystem zur Radioaktivität in Deutschland
- verschiedene Umweltdatenkataloge in Deutschland, Österreich und der Schweiz
- das Umweltinformationssystem Baden-Württemberg (ein Landesumweltportal)
- das GEO-Portal im Global Earth Observation System of Systems (GEOSS)
- die United Nations Environment Programme-Global Resource Information Database (UNEP-GRID), ein Netzwerk des Umweltprogramms der Vereinten Nationen mit globalen Karten und Graphiken.

Ein Beispiel für Umweltinformation ohne zentrale Datenbank auf der Ebene eines Bundeslandes stellt das Landesamt für Natur und Umwelt in Schleswig-Holstein vor: Dezentral arbeitende Fachinformationssysteme für Abfallüberwachung, Altlasten, Anlagenüberwachung und Landes-Emissionskataster, Boden, Gefahrstoffe, Gesundheitlichen Umweltschutz, Luftqualität, Nationalpark Wattenmeer, Naturschutz und Landschaftspflege, Wasserwirtschaft werden in einem Umweltdatenkatalog abrufbar gemacht, sowie mit einem Geodaten-Server verknüpft.

## Gesetzliche Grundlagen
Mit Richtlinie 2003/4/EG (Umweltinformationsrichtlinie) wurde die Aarhus-Konvention für das Recht auf freien Zugang zu Umweltinformationen in das Recht der Europäischen Union überführt. Das deutsche und österreichische Umweltinformationsgesetz setzten den Informationszugang in das nationale Recht beider Länder um.
Für die Schweiz ist das Umweltschutzgesetz (Art. 6) die Basis:
- 1 Die Behörden informieren die Öffentlichkeit sachgerecht über den Umweltschutz und den Stand der Umweltbelastung
- 2 Die Umweltschutzfachstellen (Art. 42) beraten Behörden und Private
- 3 Sie empfehlen Massnahmen zur Verminderung der Umweltbelastung
- Art. 42: Das Bundesamt ist die Fachstelle des Bundes.[5]

„Bei Geoinformation, meteorologischen Informationen und statistischen Daten muss zusätzlich die Fachgesetzgebung beachtet werden“.
Die Unterstützung der Schweiz für das UNEP/GRID-Geneva, dem bereits 1985 eingerichteten Baustein im Umweltinformationssystem der Vereinten Nationen, hat der Bundesrat schon 1998 gutgeheissen. Vereinbart wurde damals die bis heute (2013) bestehende Kooperation mit der UNEP, sowie eine Zusammenarbeit mit der Universität Genf.
Die Schweiz erhält somit Zugang zu Wissen über die Ozeane, das globale Klima, sowie andere GEO-Daten.
Aktuell ist auch das internationale GEOSS-Projekt, zu dem die EU mit dem Global Monitoring for Environment and Security (GMES) beiträgt, von der EU auch European Earth monitoring programme genannt. Am 19. Mai 1998 wurde hierzu das Baveno-Manifest unterzeichnet und 2001 vom Europäischen Rat genehmigt. Rechtliche Grundlage ist auch die Verordnung (EU) Nr. 911/2010 des Europäischen Parlaments und des Rates vom 22. September 2010 über das Europäische Erdbeobachtungsprogramm (GMES) und seine ersten operativen Tätigkeiten (2011–2013). Hierin ist neben den Zielen und Aufgaben auch die Finanzausstattung in Höhe von 107 Millionen Euro für das GMES-Programm bis 2013 festgelegt. Der Text der Verordnung kann in allen Sprachen der EU über EUR-Lex abgerufen werden (CELEX-Nr. 32010R0911).
Aufgabe ist auch die Bereitstellung von Daten für das Katastrophen- und Krisenmanagement und der Bewältigung von humanitären Krisen. GMES solle eine Ergänzung zum künftigen gemeinsamen Umweltinformationssystem der EU (SEIS) sein. Bei den GMES-Daten solle die Übereinstimmung mit den räumlichen Referenzdaten der Mitgliedstaaten aufrechterhalten und die Entwicklung der Geodateninfrastruktur in der Union gemäß der Richtlinie 2007/2/EG des Europäischen Parlaments und des Rates vom 14. März 2007 zur Schaffung einer Geodateninfrastruktur in der Europäischen Gemeinschaft (INSPIRE) gewährleistet sein.
Zur Informationsfreiheit: (38) „Die GMES-Informationen sollten vollständig und frei zugänglich sein, unbeschadet relevanter sicherheitsbedingter Einschränkungen oder der jeweiligen Datenpolitik der Mitgliedstaaten und anderer Organisationen, die Daten und Informationen zu GMES beitragen“.
Einen rechtlichen Überblick über die noch nicht abgeschlossene Entwicklung von SEIS gibt auch das österreichische Umweltbundesamt,
sowie das deutsche Bundesministerium für Umwelt, Naturschutz und Reaktorsicherheit.
Europäische Umweltagentur (EEA) und EIONET sollen künftig eng mit SEIS zusammenarbeiten.